# Teuchocnemis
Teuchocnemus là một chi ruồi trong họ Syrphidae.